# Сиирт
Сии́рт (тур. Siirt, курд. Sêrt) — город и район в провинции Сиирт на юго-востоке Турции, административный центр провинции. Население города, в своём большинстве арабы и курды, по данным переписи 2009 года составляет 129 188 человек. По избирательному округу Сиирта баллотировался премьер-министр Турции Реджеп Тайип Эрдоган.

## История
При Византийской империи здесь находилась православная епископия Сирти (греч. Σίρτη), но местные христиане молились на сирийском языке. Это подтверждается тем фактом, что из епископской библиотеки Сирти происходит знаменитая иллюстрированная рукопись Библии на сирийском языке (Paris. syr. MS. 296), которая датируется VI—VII веками. Арабский автор IX века Шабушти упоминает в городе православный монастырь, где в какой-то момент жили 400 монахов.
В XI веке здесь были написаны на арабском языке «Сииртские хроники», описывающие историю христианства несторианского толка на Ближнем Востоке в период с середины III до середины VII веков. Тогда же, в XI веке, город вошёл в состав государства Марванидов, а потом — Артукидов.
В 1143/1144 году город был взят сельджукским военачальником Занги. Позднее в Сиирте правила ветвь Айюбидов, пока их не завоевал Узун-Хасан из государства Ак-Коюнлу. Когда в 1514 году Османы разбили Сефевидов, то город вошёл в состав Османской империи.
С 1858 по 1915 год в Сиирте находилась епископская кафедра Халдейской католической церкви, но большинство членов церкви из ассирийцев, включая и Аддая Шер — халдейского архиепископа, востоковеда и просветителя, погибли в результате ассирийского геноцида, проводимого властями Османской Турции.

## География
Расположен на высоте 986 м над уровнем моря.

## Достопримечательности
Самой главной достопримечательностью Сиирта является Улу джамы («Большая мечеть»), которую в 1129 году построил султан Махмуд II из иракских сельджукидов.